# Ацеломорфы
Ацеломорфы (лат. Acoelomorpha) — подтип животных из типа ксенацеломорф (Xenacoelomorpha) неясного систематического положения, ранее относимых к плоским червям. Включает два класса или отряда: бескишечных турбеллярий (Acoela) и немертодерматид (Nemertodermatida). Представители этой группы обладают ресничными покровами, причём корешки эпидермальных ресничек, объединяясь, создают единую опорную сеть. Кроме этого, к числу общих черт ацеломорф можно отнести слабое развитие внеклеточного вещества и отсутствие протонефридиев.

## Таксономический статус
Традиционно представителей этой группы рассматривали как плоских червей в составе класса турбеллярий. Исследования по молекулярной филогенетике не подтверждают монофилетический статус последнего таксона в традиционном понимании. На основании главным образом молекулярных признаков ацеломорф сближают с ксенотурбеллидами (Xenoturbellida), что говорит об их базальном статусе в группе двусторонне-симметричных животных.